# Claraeola suranganiensis
Claraeola suranganiensis är en tvåvingeart som först beskrevs av Kapoor och Grewal 1985.  Claraeola suranganiensis ingår i släktet Claraeola och familjen ögonflugor. Inga underarter finns listade i Catalogue of Life.